# Omodox
Omodox foi uma marca suíça de relógios, que existiu entre 1930 até 1975, data em que foi incorporada pela Swatch. Fabricantes de relógios populares, durante sua existência teve grande sucesso de vendas em países do Leste Europeu, além de França, Espanha, Portugal, chegando até a ser importado e comercializado em países como Índia, Brasil e Argentina. 
Devido à sofisticação dos países da Europa e o investimento estrangeiro em marcas suíças mais luxuosas, após os anos 60 a marca caiu em decadência. Sua fábrica situava-se na cidade de Lugano.